# Bahnhof Arnemuiden

Der Bahnhof Arnemuiden ist der Bahnhof der Ortschaft Arnemuiden in der niederländischen Provinz Zeeland. Er ist Haltepunkt der Zeeuwse Lijn (Seeland-Linie), welche von Vlissingen über Roosendaal nach Amsterdam führt. Der Bahnhof wurde 1872 eröffnet und 1992 teilsaniert.
Er verfügt über zwei Gleise, sowie zwei Seitenbahnsteige, welche nicht wie üblich gegenüberliegend, sondern durch einen Bahnübergang  voneinander getrennt ca. 50 m auseinanderliegen. Am Bahnhof hält jeweils halbstündlich ein Intercity Richtung Roosendaal bzw. Vlissingen. Der Bahnhof liegt im südwestlichen Teil der Ortschaft und ist ein Rijksmonument.

## Streckenverbindungen
Im Jahresfahrplan 2022 bedienen folgende Linien den Bahnhof Arnemuiden:
| Zugtyp    | Linienverlauf | Frequenz |
| --------- | --- | --- |
| Intercity | Amsterdam Centraal – Amsterdam Sloterdijk – Haarlem – Leiden Centraal – Den Haag HS – Delft – Rotterdam Centraal – Dordrecht – Roosendaal – Arnemuiden – Vlissingen | stündlich (fährt abends und am Wochenende halbstündlich und hält an allen Bahnhöfen zwischen Bergen op Zoom und Vlissingen) |
| Sprinter  | Roosendaal – Bergen op Zoom – Goes – Arnemuiden – Middelburg – Vlissingen                                                                                           | stündlich (fährt nicht abends und am Wochenende)                                                                            |

## Galerie

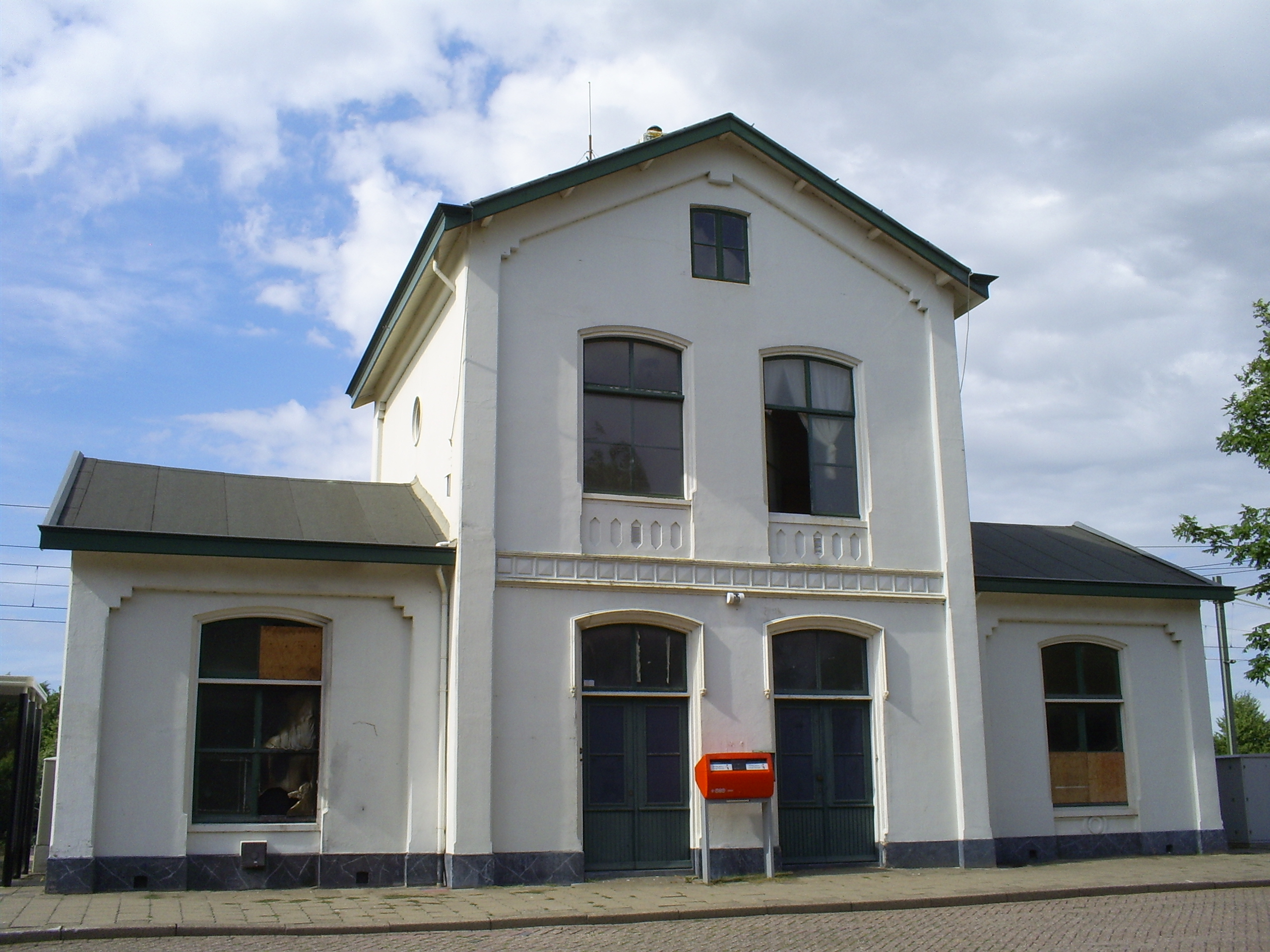
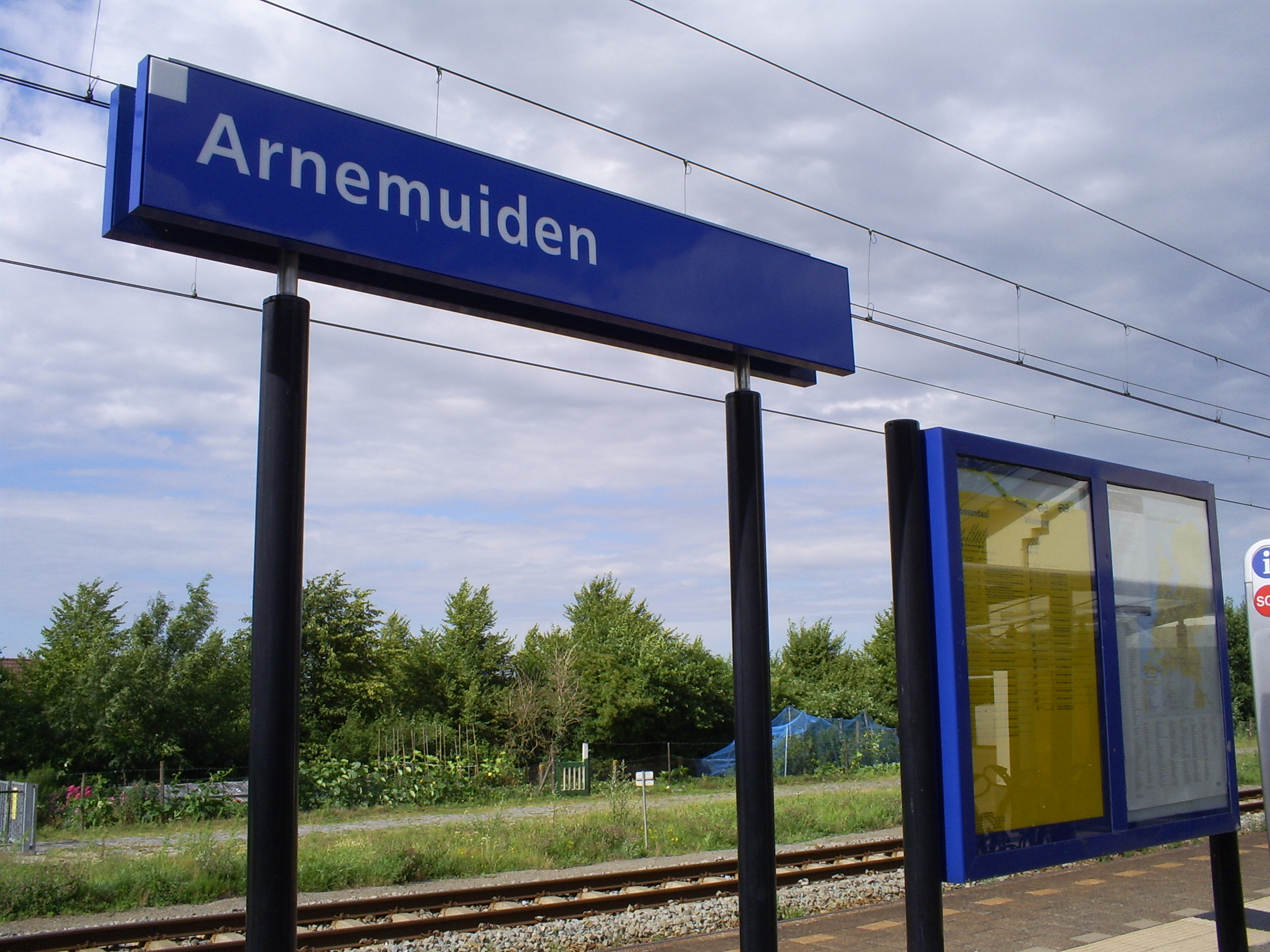
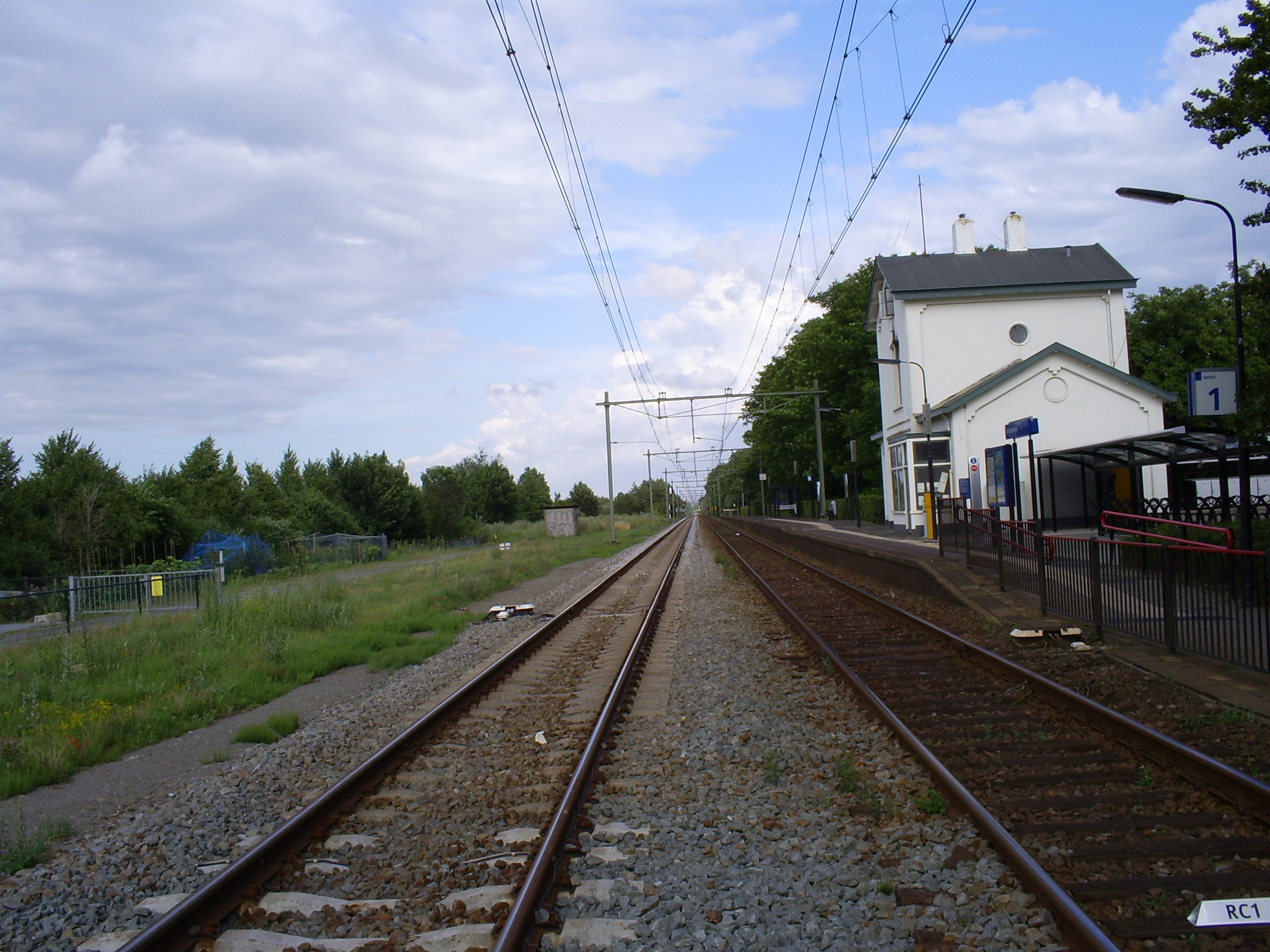
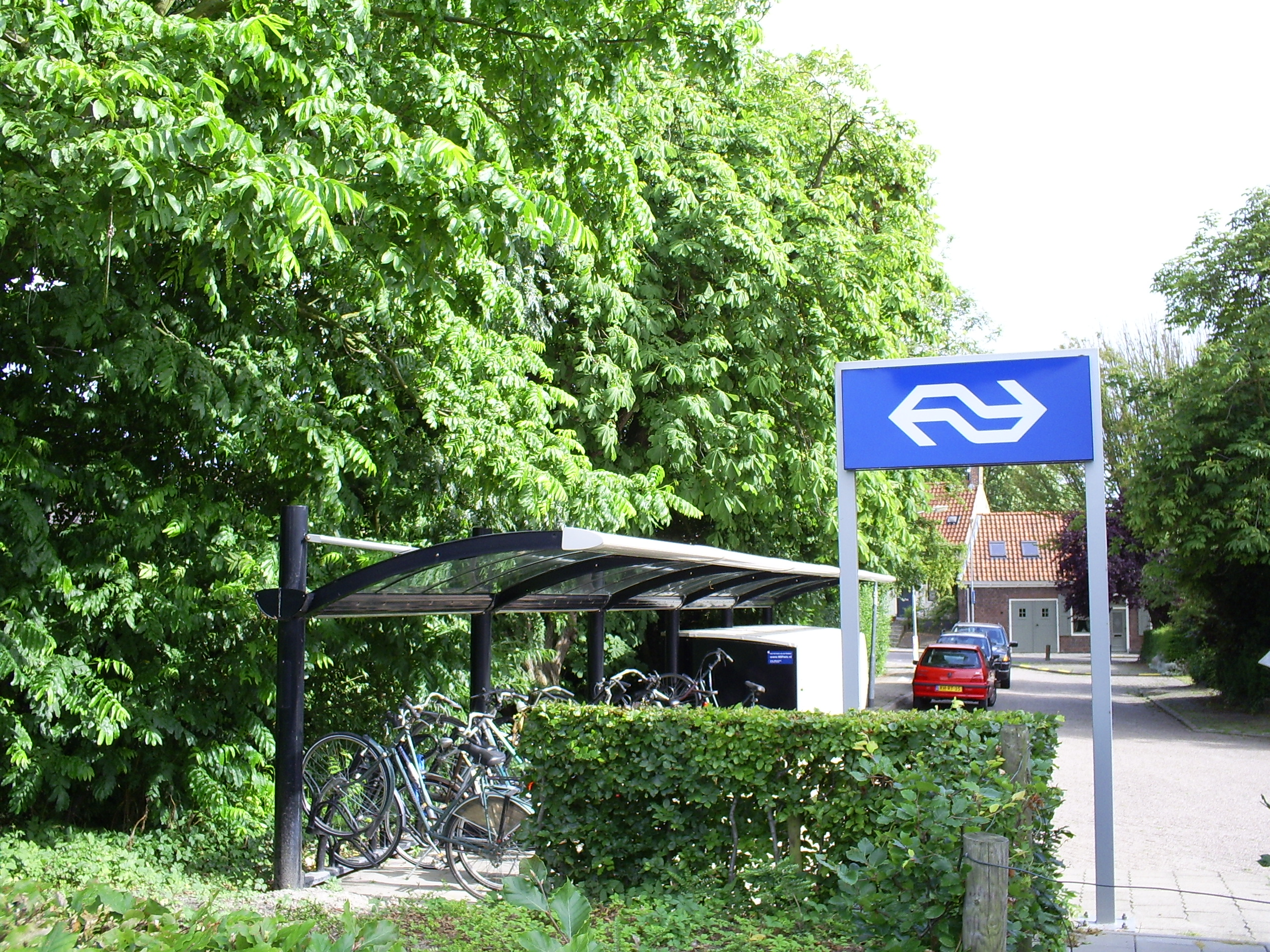